# Jean-Pierre Ponnelle
Jean-Pierre Ponnelle (n. 19 februarie 1932, Paris, Île-de-France, Franța – d. 11 august 1988, München, RFG) a fost un regizor și scenograf de operă francez. 
Producțiile lui Ponnelle au fost văzute în aproape toate operele importante din lume, de la Metropolitan Opera din New York până la Opera din San Francisco, de la Paris la Londra și de la Milano la Viena, de la Festivalul de la Bayreuth la Festivalul de la Salzburg.

## Date biografice
S-a născut la Paris la data de 19 februarie 1932. Tatăl său, Pierre Ponnelle, era vinificator și critic muzical, bun prieten al lui Richard Strauss, în timp ce mama sa, Mia Ponnelle, cântăreață de operetă. 
După cel de Al Doilea Război Mondial, el studiază la liceul francez din Baden-Baden. Acolo are primele întâlniri cu muzica contemporană și este instruit în pictură de  francezul cubist Fernand Leger.
După susținerea examenului de bacalaureat (1948), el studiază literatură, filosofie și istoria artei la Strasbourg și Sorbona, apoi regia la Berlin.

## Carieră
În anul 1952, și-a început cariera în Germania ca scenograf pentru opera lui Hans Werner Henze, Boulevard Solitude. Jean-Pierre Ponnelle a fost puternic influențat de opera regizorului Georges Wakhevitch, care a creat decoruri întregi și costume pentru teatru, balet și operă.
În 1957, se căsătorește cu actrița Teatrului Baden-Baden, Margit Saad.
După ce a lucrat în Franța cu Jean Cocteau și Fernand Leger, a colaborat cu Herbert von Karajan în cadrul Festivalului de la Salzburg. Pe parcursul anilor 1950, Ponnelle și-a lărgit activitatea în întreaga Europă, atât în operă, balet cât și în teatru. Debutul său american a venit în 1958, cu decorul pentru Carmina burana, de  Carl Orff, la opera din San Francisco.
Împreună cu colegii săi Luchino Visconti și Franco Zeffirelli, Jean-Pierre Ponnelle a fost unul dintre principalii regizori de operă din Europa de după epoca războiului, care a insistat ca cei ce interpretează operă, cântăreții de operă, trebuie să fie și actori credibili.
Această insistență asupra verosimilității dramatice și a valorilor teatrale puternice, plus muzicalitatea profundă, i-a adus francezului Jean-Pierre Ponnelle respectul cântăreților, dirijorilor și al altor profesioniști din domeniul muzical.  James Levine, Herbert von Karajan, Karl Böhm, Claudio Abbado, Seiji Ozawa și Daniel Barenboim sunt printre dirijorii cu care Ponnelle a colaborat în operă.
Nu-i era frică să regândească acțiunea scenică a celor mai cunoscute opere în termeni uneori neortodocși. Un exemplu în acest sens a fost producția sa Olandezul zburător, operă cunoscută a lui Richard Wagner (văzută la Lyric în 1983), în care cea mai mare parte a operei a devenit o halucinație febrilă în mintea personajului-cârmaci al lui Daland.
Asemenea interpretări idiosincratice, plus aspectul foarte stilizat al multor producții, îl făceau o figură controversată, plină de critici.

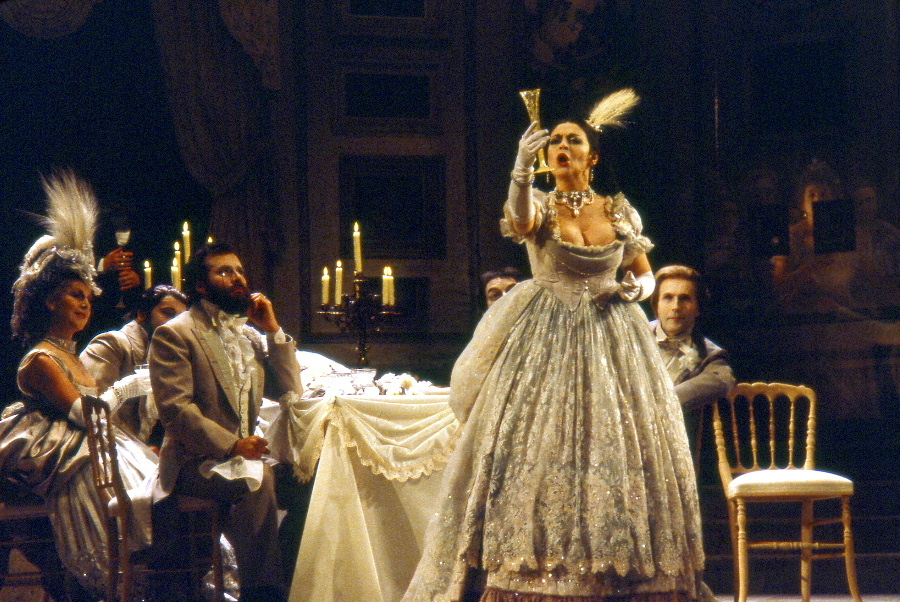
Catherine Malfitano în La Traviata

Succesul său a fost rezultatul profesionalismului său intens, al nivelului înalt de măiestrie și al abilității sale de a călca linia delicată dintre inovația avangardistă și tradiționalismul operatic.
Cu toate acestea, treptat, Jean-Pierre Ponnelle a început să simtă că trebuie să preia frânele realizării spectacolului de operă, pentru a-și vedea ideile înfăptuite în mod corespunzător. După ce și-a încheiat serviciul militar în 1961, a regizat câteva piese, apoi a debutat în regia de operă cu o producție  Tristan și Isolda la Düsseldorf, Germania de Vest, în 1962.
Pe lângă spectacole de operă, celebrul regizor francez se afirmă și în producții pentru televiziune (în 1974, Madama Butterfly de Giacomo Puccini, notabil pentru interpretarea sopranei Mirella Freni și a tânărului tenor Plácido Domingo), cât și în versiuni filmate ale operelor, precum binecunoscuta operă Nunta lui Figaro. 

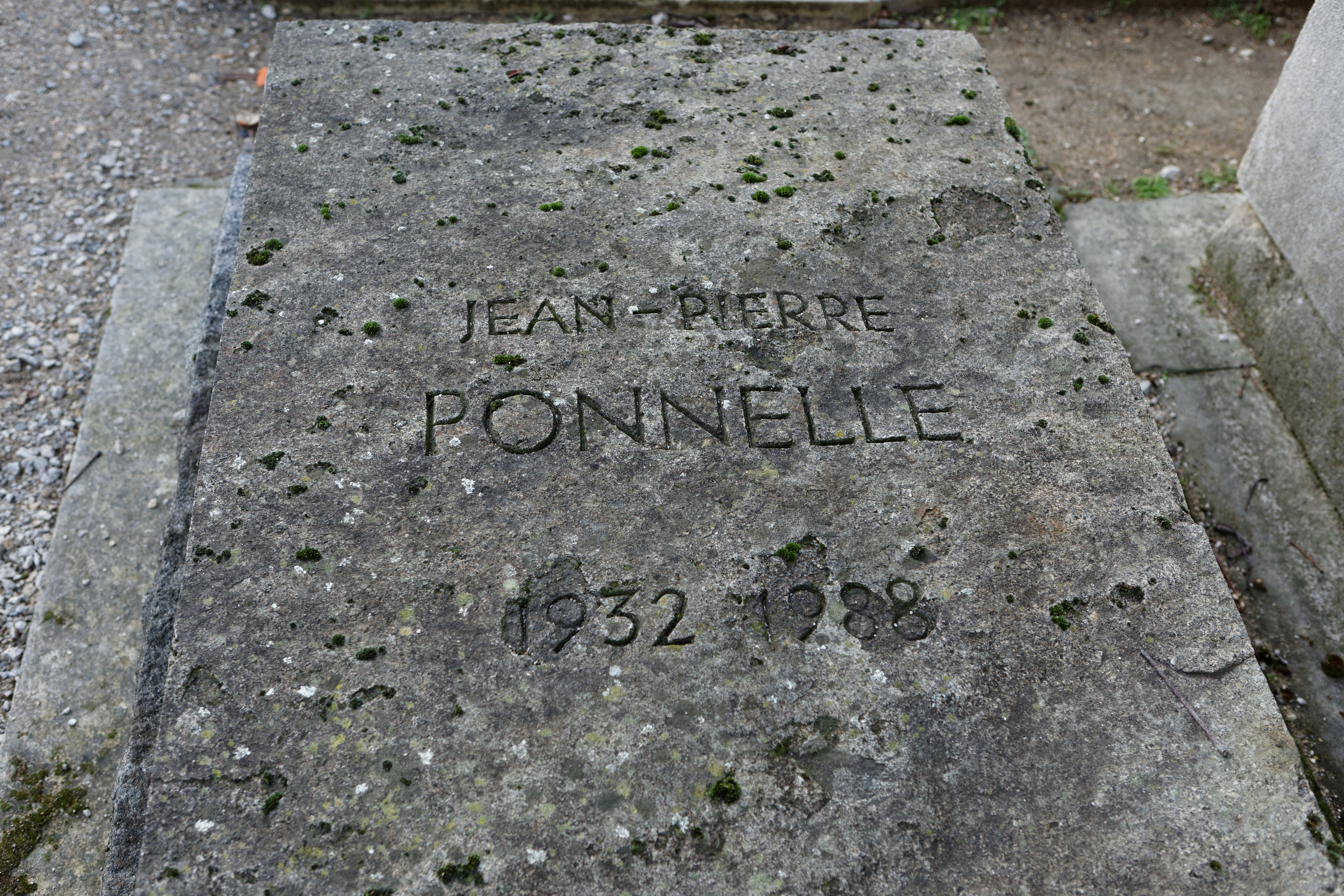
Mormântul lui Jean-Pierre Ponnelle din cimitirul Père-Lachaise

A filmat, de asemenea, un ciclu complet al sonatelor de pian ale lui Ludwig van Beethoven, cu pianistul Daniel Barenboim. Producția sa de operă la Festivalul de la Bayreuth din 1981 a fost pe scară largă laudată ca una dintre cele mai frumoase creații din punct de vedere estetic.
Fiul său, Pierre-Dominique Ponnelle, este dirijor, iar nepotul său, Jean-Pierre Danel, producător.

## Moartea artistului
Jean-Pierre Ponnelle a murit la 11 august 1988 în München, Germania. Decesul s-a produs în urma unui embolism pulmonar, ca urmare a unei căderi tragice în fosa pentru orchestră din timpul repetițiilor pentru o producție a operei lui Georges Bizet, Carmen, cu Orchestra Filarmonicii din Israel, sub bagheta dirijorului Zubin Mehta. Jean-Pierre Ponnelle este îngropat în cimitirul Père-Lachaise din Paris.

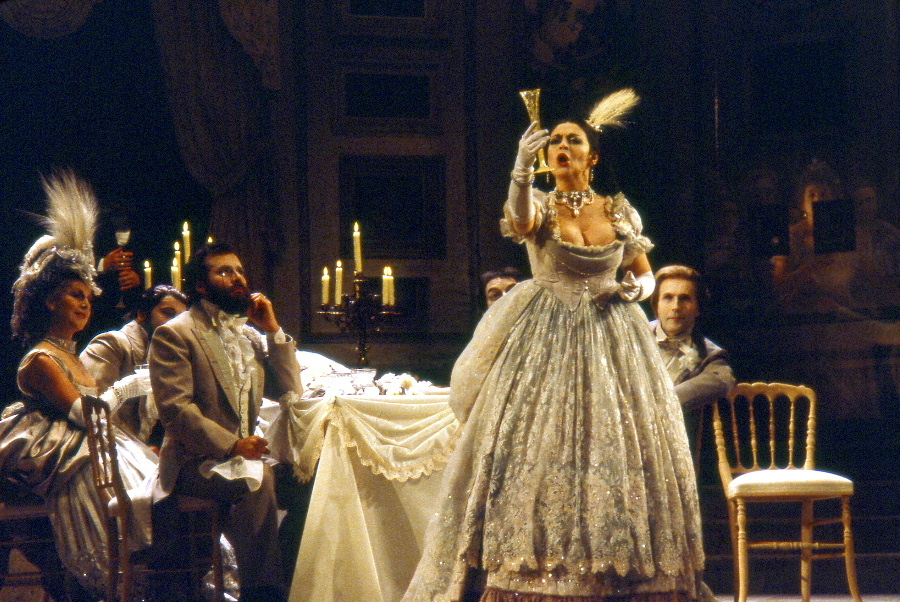
Catherine Malfitano in Traviata, 1980.

## Înregistrări video
- Hindemith: Cardillac.  Dirijor - Wolfgang Sawallisch, Bavarian State Opera and Chorus.  Singers: Donald McIntyre, Maria de Francesca-Cavazza, Robert Schunk, Hans Günter Nöcker. DVD: DGG 0044 007 3432 4
- Massenet: Manon ♦ (IMSLP).  Dirijor - Ádám Fischer, Chor und Orchestre der Wiener Staatsoper. Singers: Edita Gruberova, Francisco Araiza, Pierre Thau, Hans Helm.  DVD: DGG 0440 073 4207 7
- Monteverdi: L'Orfeo ♦ (IMSLP).  Dirijor - Nikolaus Harnoncourt, Das Monteverdi-Ensemble des Opernhauses Zürich. Singers: Philippe Huttenlocher, Dietlinde Turban, Trudeliese Schmidt, Francisco Araiza, Christian Boesch.  DVD: DGG 0440 073 4163 6
- Monteverdi: Il ritorno d'Ulisse in Patria ♦ (IMSLP).  Dirijor - Nikolaus Harnoncourt, Das Monteverdi-Ensemble des Opernhauses Zürich.  Singers: Werner Hollweg, Trudeliese Schmidt, Francisco Araiza, Janet Perry.  DVD: DGG 0440 073 4278 7
- Monteverdi: L'incoronazione di Poppea ♦ (IMSLP). Dirijor - Nikolaus Harnoncourt, Das Monteverdi-Ensemble des Opernhauses Zürich.  Singers: Rachel Yakar,Werner Hollweg, Trudeliese Schmidt, Paul Esswood. DVD: DGG 0440 073 4174 2
- Mozart: Mitridate, re di Ponto ♦ (IMSLP).  Dirijor - Nikolaus Harnoncourt, Concentus Musicus, Wien. Singers: Gösta Winbergh, Yvonne Kenny, Ann Murray, Anne Gjevang, Joan Rodgers, Peter Straka.  DVD: DGG 0440 073 4127 8
- Mozart: Idomeneo ♦ (IMSLP).  Dirijor - James Levine, The Metropolitan Opera Orchestra and Chorus. Singers: Luciano Pavarotti, Ileana Cotrubaș, Hildegard Behrens, Frederica von Stade, John Alexander.  DVD: DGG 0440 073 4234 3 GH 2
- Mozart: Le Nozze di Figaro ♦ (IMSLP). Dirijor - Karl Böhm, Vienna Philharmonic. Singers: Hermann Prey, Mirella Freni, Dietrich Fischer-Dieskau, Kiri Te Kanawa, Maria Ewing, Paolo Montarsolo.  DVD: DGG 0440 073 4034 9
- Mozart: Così fan Tutte ♦ (IMSLP). Dirijor - Nikolaus Harnoncourt, Vienna Philharmonic.  Singers: Edita Gruberova, Delores Ziegler, Teresa Stratas, Luis Lima, Ferruccio Furlanetto, Paolo Montarsolo.  DVD: DGG 0440 073 4237 4
- Mozart: Die Zauberflöte ♦ (IMSLP).  Dirijor - James Levine, Chor und Orchestre der Wiener Staatsoper. Singers: Ileana Cotrubas, Edita Gruberova, Peter Schreier, Christian Boesch, Walter Berry, Martti Talvela.  DVD: ArtHaus 107 199
- Mozart: La Clemenza di Tito ♦ (IMSLP).  Dirijor - James Levine, Vienna Philharmonic.  Singers: Tatiana Troyanos, Carol Neblett, Catherine Malfitano, Eric Tappy, Anne Howells, Kurt Rydl.  DVD: DGG 0440 073 4128 5
- Orff: Carmina Burana (Original Source) ♦ Dirijor - Kurt Eichhorn, Chor des Bayerischen Rundfunks & Münchner Rundfunkorchester.   Singers: Lucia Popp, Hermann Prey, John van Kesteren.  DVD: RCA 74321 852859 (Currently available in PAL format only)
- Puccini: Madama Butterfly ♦ (IMSLP).  Dirijor -  Herbert von Karajan, Wiener Philharmoniker.  Singers: Mirella Freni, Plácido Domingo, Christa Ludwig, Robert Kerns, Michel Sénéchal. DVD: DGG 00440 073 4037
- Rossini: L'Italiana in Algeri ♦ (IMSLP).  Dirijor - James Levine, The Metropolitan Opera Orchestra and Chorus. Singers: Marilyn Horne, Paolo Montarsolo, [http://music.cmu.edu/people.php?sub_page=faculty&faculty_id=37 Arhivat în 22 martie 2012, la Wayback Machine. Douglas Ahlstedt, Allan Monk, Myra Merritt. DVD: DGG 0440 073 4261 9
- Rossini: Il Barbiere di Siviglia ♦ (IMSLP).  Dirijor - Claudio Abbado, Coro e Orchestra del Teatro alla Scala.  Singers: Teresa Berganza ♦ (Official Website), Luigi Alva, Hermann Prey, Enzo Dara, Paolo Montarsolo.  DVD: DGG 0440 073 4039 4
- Rossini: La Cenerentola ♦ (IMSLP).  Dirijor - Claudio Abbado, Coro e Orchestra del Teatro alla Scala.  Singers: Frederica von Stade, Margherita Guglielmi, Laura Zannini, Francisco Araiza, Claudio Desderi, Paolo Montarsolo, Paul Plishka.  DVD: DGG 0440 073 4096 7
- Verdi: Rigoletto ♦ (IMSLP).  Dirijor - Riccardo Chailly, Wiener Philharmoniker und Konzertvereinigung Wiener Staatsopernchor.  Singers: Luciano Pavarotti, Ingvar Wixell, Edita Gruberova, Ferruccio Furlanetto. DVD: DGG 0440 073 4166 7
- Verdi: Falstaff ♦ (IMSLP).  Dirijor - Sir John Pritchard, London Philharmonic & Glyndebourne Chorus. Singers: Donald Gramm, Benjamin Luxon, Kay Griffel, Elizabeth Gale, Max René Cosotti, John Fryatt, Bernard Dickerson, Ugo Trama, Nucci Condo, Reni Penkova.  DVD: Arthaus 101 083
- Wagner: Tristan und Isolde ♦ (IMSLP). Conductor - Daniel Barenboim, Orchester der Bayreuther Festspiele.  Singers: René Kollo, Johanna Meier, Matti Salminen, Hermann Becht, Hanna Schwarz.  DVD: DGG 0440 073 4321 0